# The Impacts
The Impacts waren eine US-amerikanische Surf-Rock-Band, die sich 1960 um den Gitarristen Merrell Fankhauser in San Luis Obispo (woher auch The Sentinals kamen), Kalifornien formierte. Die „Impacts“ veröffentlichten einige respektable Surf-Rock-Aufnahmen Anfang der 1960er Jahre. Bekannt wurde die Band vor allem durch die Diskussion um die gleichnamige kurz vor den Surfaris veröffentlichte Aufnahme von Wipe Out.

## Biografie
Ende 1960 war Merrell Fankhauser Lead-Gitarrist bei den „Impacts“, die sich ihre ersten Meriten als Live-Band in einem kleinen Teenager Klub namens „Peppermint Twist West“ verdient hatten und Lieder beispielsweise von Ricky Nelson oder Little Richard coverten. Mit ihren Auftritten im Nachtklub „Rose Garden Ballroom“ in Pismo Beach, Kalifornien, dessen Besitzer Joel Rose’s Vater war, konnten sie ihren lokalen Ruhm weiter ausbauen und spielten teilweise als Backup-Band bekannterer Künstler.
Beeinflusst von Instrumental-Bands wie beispielsweise den Ventures, Fankhauser bekam einmal eine Gitarrenstunde bei einem Auftritt der Ventures im „Rose Garden Ballroom“, wurden sie schnell zum Bestandteil der sich entwickelnden Surf-Rock-Szene. Bei einem Auftritt 1962 wurde ein Talentsucher auf die „Impacts“ aufmerksam und organisierte über den Produzenten Tony Hilder eine Aufnahme-Session in Ted Brinson's Studio in Los Angeles. In kürzester Zeit wurde mehr als ein Dutzend Aufnahmen gemacht.
Einige Monate später war die Band erstaunt über eine Veröffentlichung in ihrem Namen. Das Label Del-Fi Records veröffentlichte ein Album namens Wipe Out! von den „Impacts“. Zu diesem Zeitpunkt hatte die Band niemals einen Plattenvertrag unterschrieben und später auch nie die Rechte an diesen Stücken von Tony Hilder (siehe auch The Original Surfaris) erhalten. (Erst 1994 konnten die Rechte an den Stücken der „Impacts“ durch Merrell Fankhauser gewahrt werden.) Bei einer weiteren Aufnahmesession im Januar 1963 wurde noch eine veränderte Version von Wipe Out eingespielt und noch zwei weitere Stücke, Kon Tiki und Tor-Chula.
Obwohl die Band weiterhin kontinuierlich Auftritte spielte, verließ Fankhauser die „Impacts“ frustriert über die Diskussionen mit Hilder um die Rechte verschiedener Aufnahmen  und den Geschmack der Veröffentlichung des gleichnamigen Songs Wipe Out der Surfaris. Ein Jahr später ging die Band komplett auseinander.

## Diskografie

### Alben der Impacts
- 1963: Wipe Out
- 1999: Sex Wax And Surf

### Erscheinungen auf Compilations
- 1963: KFWB's Battle Of The Surfing Bands
- 1963: KYA's Battle Of The Surfing Bands
- 1963: Surf War - Battle of The Surf Groups
- 1964: Big Surf Hits
- 1976: Rock n Roll Instrumentals - Vol 03
- 1991: Big Surf
- 1994: Wipe Out!
- 1994: The Del-Fi Rarities
- 1995: Hangin' Twenty (Dave Myers and The Surftones) / Wipe Out (The Impacts)
- 1996: Wild Surf
- 1997: Strictly Instrumental - Vol 02
- 1997: Desert Island Treasures
- 1997: Smells Like Surf Spirit
- 1998: Big Surf Hits
- 1999: Surf Monsters